# Demofonte (Jommelli)
Demofonte (título original en italiano, Demofoonte) es un dramma lírico en tres actos del compositor Niccolò Jommelli, sobre libreto en italiano de Pietro Metastasio (escrito para Caldara en 1733. 

## Historia

### Antecedentes
Demofonte es el título de un “dramma per musica” que el italiano Pietro Metastasio escribió como poeta oficial del Emperador de Austria. El texto fue encargado para que sirviera de libreto a la ópera homónima del compositor Antonio Caldara (Venecia, 1670 – Viena, 1736), a la sazón maestro de capilla de la corte imperial de Viena, que dos meses antes había musicado otro texto de Metastasio:  La olimpiada . La obra, cantada en italiano y dividida en tres actos, se estrenó en Viena con motivo de la onomástica del emperador Carlos VI, el 4 de noviembre de 1733. 

### Representaciones
Esta ópera fue compuesta por Jommelli en el año 1743, retomando el libreto de Metastasio para componer una ópera homónima, que se estrenó en el Teatro Obizzi de Padua, el 13 de junio. Jommelli reescribió luego la ópera otras tres veces de manera muy diferente, la última de las cuales fue en el año 1770, por encargo del Teatro San Carlos, después del regreso del compositor a Nápoles, tras los éxitos obtenidos en toda Europa. Jommelli realizó un total de cinco versiones de esta ópera.
En las estadísticas de Operabase aparece con sólo 3 representaciones en el período 2005-2010, siendo la primera de Jommelli.

#### 1.ª versión,Padua, 13 de junio de 1743
| Personaje                              | Tesitura   | Reparto el 13 de junio de 1743 Director: Niccolo Jommelli |
| -------------------------------------- | ---------- | --------------------------------------------------------- |
| Demofonte, rey de Tracia               | tenor      | Gregorio Babbi                                            |
| Timante, hijo primogénito de Demofonte | castrato   | Giovanni Carestini                                        |
| Cherinto, hijo menor de Demofonte      | tenor      | Giuseppe Jozzi                                            |
| Matusio, noble tracio                  | ¿?         | Girolamo Brunelli                                         |
| Dircea, hija de Matusio                | soprano    | Caterina Fumagalli                                        |
| Creusa, princesa frigia                | soprano    | Theresa Cornelys                                          |
| Adrasto, comandante de la guardia real | ¿?         | Girolamo Christianini                                     |
| Olinto, hijo de Timante y Dircea       | sopranista | ¿?                                                        |

#### 2.ª versión,Milán, 1753
| Personaje                              | Tesitura    | Reparto en 1753 Director: |
| -------------------------------------- | ----------- | ------------------------- |
| Demofonte, rey de Tracia               | tenor       | Gregorio Babbi            |
| Timante, hijo primogénito de Demofonte | contratenor | Pietro Moriggi            |
| Cherinto, hijo menor de Demofonte      | contralto   | Angiola Conti             |
| Matusio, noble tracio                  | tenor       | Michele Caselli           |
| Dircea, hija de Matusio                | soprano     | Caterina Aschieri         |
| Creusa, princesa frigia                | soprano     | Teresa Mazzola            |
| Adrasto, comandante de la guardia real | ¿?          | Enrico Cattaneo           |
| Olinto, hijo de Timante y Dircea       | sopranista  | ¿?                        |

#### 3.ª versión,Stuttgart, 11 de febrero de 1764
| Personaje                              | Tesitura   | Reparto el 11 de febrero de 1764 Director: Niccolo Jommelli |
| -------------------------------------- | ---------- | ----------------------------------------------------------- |
| Demofonte, rey de Tracia               | tenor      | Arcangelo Cortoni                                           |
| Timante, hijo primogénito de Demofonte | castrato   | Giuseppe Aprile (Sciroletto)                                |
| Cherinto, hijo menor de Demofonte      | tenor      | Antonio Gotti                                               |
| Matusio, noble tracio                  | sopranista | Pietro Santi                                                |
| Dircea, hija de Matusio                | soprano    | Maria Masi Giura (La Morsarina)                             |
| Creusa, princesa frigia                | soprano    | Monaca Bonanni                                              |
| Adrasto, comandante de la guardia real | tenor      | Francesco Ciaccheri                                         |
| Olinto, hijo de Timante y Dircea       | actor      | ¿?                                                          |

Escenografía: Innocente Colomba

Coreografía: Sr. Servandoni

Vestuario: Sr. Boquet

#### 4.ª versión,Nápoles, 4 de noviembre de 1770
| Personaje                              | Tesitura   | Reparto el 4 de noviembre de 1770 Director: Nicola Fabio |
| -------------------------------------- | ---------- | -------------------------------------------------------- |
| Demofonte, rey de Tracia               | tenor      | Arcangelo Cortoni                                        |
| Timante, hijo primogénito de Demofonte | soprano    | Maria Bianca Tozzi                                       |
| Cherinto, hijo menor de Demofonte      | castrato   | Giuseppe Aprile (Sciroletto)                             |
| Matusio, noble tracio                  | sopranista | Pietro Santi                                             |
| Dircea, hija de Matusio                | soprano    | Sra. Monchetti                                           |
| Creusa, princesa frigia                | soprano    | Giuseppina del Buono                                     |
| Adrasto, comandante de la guardia real | tenor      | Ferdinando Agresti                                       |
| Olinto, hijo de Timante y Dircea       | sopranista | Tommaso Galeazzi                                         |

La escenografía estuvo a cargo de  Giuseppe Baldi y Antonio Ioli

#### 5.ª versión,Lisboa, 6 de junio de 1775
| Personaje                              | Tesitura    | Reparto el 6 de junio de 1775 Director: |
| -------------------------------------- | ----------- | --------------------------------------- |
| Demofonte, rey de Tracia               | tenor       | Luigi Torriani                          |
| Timante, hijo primogénito de Demofonte | sopranista  | Carlo Reina                             |
| Cherinto, hijo menor de Demofonte      | sopranista  | Giovanni Ripa                           |
| Matusio, noble tracio                  | soprano     | Loreto Franchi                          |
| Dircea, hija de Matusio                | sopranista  | Giambattista Vasques                    |
| Creusa, princesa frigia                | sopranista  | Giuseppe Orti                           |
| Adrasto, comandante de la guardia real | contratenor | Giuseppe Romanini                       |
| Olinto, hijo de Timante y Dircea       | actor       | ¿?                                      |

## Argumento
La trama se desarrolla en Tracia, en época mítica.
El rey de Tracia, Demofonte, pregunta al oráculo de Apolo por cuánto tiempo deberá continuar el rito por el que anualmente se debe de sacrificar una joven doncella a los dioses. El oráculo le da una respuesta desconcertante: “Finché l’innocente usurpatore siederà sul trono” (Hasta que un inocente usurpador se siente en el trono) 

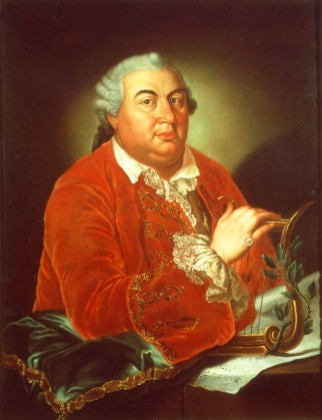
Óleo de Niccolo JommelliMuseo de la música de Bolonia

La doncella elegida para ser sacrificada es Dircea, hija del noble Matusio. Sin embargo, todos ignoran que la muchacha se ha desposado secretamente con Timante, primogénito de Demofonte y heredero del trono tracio, y tiene un hijo suyo, Olinto.
Demofonte desea que su primogénito se case con Creusa, una princesa frigia, para lo cual envía a su hijo menor, Cherinto, a Frigia, a buscar a la princesa. Durante el viaje ambos jóvenes se enamoran mutuamente.
Mientras tanto, Dircea intenta huir del reino, pero al ser capturada, Demofonte ordena su inmediato sacrificio. Timante se propone liberar a su esposa, pero su tentativa no tiene éxito y es encarcelado junto a ella.
Demofonte insiste en que Creusa y Timante se unan en matrimonio, pero éste, para evitar la unión, confiesa su vinculación con Dircea, renunciando a su derecho de sucesión a favor de su hermano Cherinto.
Cuando todo está preparado para el sacrificio, se descubre una carta que demuestra que Dircea es en realidad hija de Demofonte, ante lo cual el rey decide suspender la ceremonia. Timante y Dircea quedan horrorizados ante su incesto.
La aparición de un nuevo documento resuelve el problema, pues en él se narra como al nacer, Timante y Dircea fueron por error intercambiados; así pues, Timante no es hijo de Demofonte, sino de Matusio. 
Todo acaba felizmente pues los jóvenes esposos no son hermanos; y así mismo Cherinto ya puede desposarse con Creusa. Demofonte perdona a Timante y al restituirlo como heredero, libera a Dircea de ser sacrificada, pues “un inocente usurpador se sienta en el trono” y el rito del sacrificio anual de una doncella queda abolido.

## Influencia
Metastasio tuvo gran influencia sobre los compositores de ópera desde principios del siglo XVIII a comienzos del siglo XIX. Los teatros de más renombre representaron en este período obras del ilustre italiano, y los compositores musicalizaron los libretos que el público esperaba ansioso. Demofonte fue uno de los que más éxito obtuvieron, pues fue utilizado por más de 70 compositores como libreto para sus óperas.